# Lega linguistica
Con il termine lega linguistica, detta anche area linguistica, area di convergenza, area di diffusione o con il termine tedesco Sprachbund (pronunciata ˈʃpʁaːxˌbʊnt plurale Sprachbünde ˈʃpʁaːxˌbʏndə), si designa un gruppo di lingue che sono diventate simili tra di loro per via della prossimità geografica.  Possono anche essere geneticamente non imparentate, o esserlo solo lontanamente. Dove le affiliazioni genetiche sono poco chiare, l'esistenza di uno Sprachbund può dare una falsa impressione di parentela.
Un esempio chiaro è lo Sprachbund dell'Asia Orientale, in cui molte lingue del sudest asiatico, compresa la lingua thailandese, e la lingua vietnamita, hanno preso l'aspetto di lingue imparentate simili al cinese, con parole monosillabiche e toni distintivi.  Eppure thailandese e vietnamita non sono più considerati imparentati alla famiglia sino-tibetana e neanche fra di loro.
In Europa, nella lega linguistica balcanica (comprendente albanese, bulgaro, rumeno e lingua neo-greca), vi sono tutte lingue indoeuropee ma di rami molto diversi. Eppure condividono diverse caratteristiche grammaticali (tanto che Victor Friedman le definì "una sola forma grammaticale con tre diverse forme parlate"), quali un articolo determinativo posposto, il fatto di evitare dipendenti con l'infinito, le modalità di formazione perifrastiche del futuro, eccetera.  Ciò non avviene in lingue strettamente imparentate al rumeno ed al bulgaro. Allo stesso modo, le lingue romanze e quelle germaniche condividono molte caratteristiche per via di una reciproca interazione.
Più controversi sono gli studi di Giovanni Semerano, basati soprattutto su confronti lessicali, che dimostrerebbero l'esistenza di uno Sprachbund mediterraneo di base semitica, ma si scontrano con una quantità di difficoltà cronologiche, linguistiche, etnologiche.
Molti linguisti pensano che le famiglie linguistiche mongolica, turca, e Manciù-Tungus dell'Asia settentrionale siano geneticamente imparentate, in un gruppo detto altaico, ma le prove sono equivoche, e le caratteristiche comuni quali l'armonia vocalica potrebbero semplicemente indicare l'appartenenza ad uno Sprachbund.

## Esempi
Altri Sprachbünde si possono trovare:
- nella penisola iberica (Spagna e Portogallo)
- nell'Italia antica: latino, lingue italiche (osco, umbro, ...), etrusco, ecc.
- negli altopiani dell'Etiopia
- nel bacino del fiume Sepik in Nuova Guinea
- nel subcontinente indiano[4]
- nel Baltico
- nei linguaggi indigeni dell'Australia (prima dell'arrivo degli europei)[5]
- per tutte le Americhe (p. es. la costa pacifica nordoccidentale e la mesoamerica).[6]

Le caratteristiche areali sono caratteristiche comuni di un gruppo di lingue in Sprachbund.